# Oldřich Kučera
Oldřich Kučera (1. července 1914, Praha – 2. ledna 1964 Gstaad, Švýcarsko) byl československý hokejový útočník a trenér.
V roce 2010 se stal členem Síně slávy českého hokeje.

## Zajímavosti
- První zápas v nově vzniklé československé hokejové soutěži v ročníku 1936/1937 vstřelil proti Mladé Boleslavi osm branek. [2] Kučera tím ustanovil rekord soutěže, pouze Vladimír Zábrodský tento rekord v roce 1952 proti Kladnu dokázal vyrovnat.
- 25. ledna 1941 chyběl v sestavě hlavní brankář Bohumil Modrý a náhradní brankář Hertl přijel pozdě k zápasů, Kučera odchytal celý zápas a nepustil ani jednu branku, zápas skončil vítězstvím 18:0 proti Velkým Popovicím.

## Klubové statistiky
| Sezona      | Klub        | Soutěž      | Základní část | Základní část | Základní část | Základní část | Základní část | Play off | Play off | Play off | Play off | Play off |
| Sezona      | Klub        | Soutěž      | Z             | G             | A             | B             | TM            | Z        | G        | A        | B        | TM       |
| ----------- | ----------- | ----------- | ------------- | ------------- | ------------- | ------------- | ------------- | -------- | -------- | -------- | -------- | -------- |
| 1932-33     | LTC Praha   | —           | —             | —             | —             | —             | —             | —        | —        | —        | —        | —        |
| 1933-34     | LTC Praha   | —           | —             | —             | —             | —             | —             | —        | —        | —        | —        | —        |
| 1934-35     | LTC Praha   | —           | —             | —             | —             | —             | —             | —        | —        | —        | —        | —        |
| 1935-36     | LTC Praha   | —           | —             | —             | —             | —             | —             | —        | —        | —        | —        | —        |
| 1936-37     | LTC Praha   | ČSHL        | —             | —             | —             | —             | —             | —        | —        | —        | —        | —        |
| 1937-38     | LTC Praha   | ČSHL        | —             | —             | —             | —             | —             | —        | —        | —        | —        | —        |
| 1938-39     | LTC Praha   | —           | —             | —             | —             | —             | —             | —        | —        | —        | —        | —        |
| ČSHL celkem | ČSHL celkem | ČSHL celkem | —             | —             | —             | —             | —             | —        | —        | —        | —        | —        |

### Reprezentační statistiky
| Rok                       | Tým                       | Událost                   | Z  | G  | A | B  | TM |
| ------------------------- | ------------------------- | ------------------------- | -- | -- | - | -- | -- |
| 1933                      | Československo            | MS                        | 3  | 0  | 0 | 0  | —  |
| 1934                      | Československo            | MS                        | 5  | 1  | 0 | 1  | —  |
| 1935                      | Československo            | MS                        | 8  | 10 | 0 | 10 | —  |
| 1936                      | Československo            | OH                        | 8  | 4  | 0 | 4  | —  |
| 1937                      | Československo            | MS                        | 8  | 5  | 0 | 5  | —  |
| 1938                      | Československo            | MS                        | 7  | 2  | 0 | 2  | —  |
| 1939                      | Československo            | MS                        | 6  | 7  | 0 | 7  | —  |
| Seniorská kariéra celkově | Seniorská kariéra celkově | Seniorská kariéra celkově | 45 | 29 | 0 | 29 | —  |